# Biblioteca Joan Vinyoli
La Biblioteca Joan Vinyoli és una biblioteca pública gestionada per l'Ajuntament de Santa Coloma de Farners (Selva), que forma part del Sistema de Lectura Pública de Catalunya. L'edifici que conté la biblioteca està catalogat com a monument del mateix municipi i inclòs en l'Inventari del Patrimoni Arquitectònic de Catalunya.

## Descripció
Es tracta d'un edifici de planta baixa amb un pati posterior tancat i envoltat per una barana. La façana principal no dona directament al carrer sinó que queda davant d'un petit jardí tancat amb una reixa de ferro, des del qual s'accedeix a la biblioteca. Aquesta façana sembla afegida, ja que sobresurt de la paret de l'edifici i és de pedra tallada. Al centre hi ha una escultura adossada a la paret que representa un àngel amb un escut al damunt. La porta d'entrada és rectangular emmarcada amb pedra, igual que les obertures de la façana lateral que dona al Passeig Sant Salvador, que també presenten un marc de pedra i amb guardapols.
L'edifici està format per dos cossos, el primer, que correspon a l'entrada, és de planta rectangular i està cobert a dues vessants, mentre que el segon, de planta quadrada, és més alt i la coberta és a quatre aigües. La cornisa d'aquest últim presenta decoració amb ceràmica de color blau i blanc i mènsules de fusta. A la part de darrere, hi ha una vidriera de forma semicircular que dona al jardí posterior. El parament és arrebossat i pintat de color rosat.

## Història
La Caixa de Pensions per a la Vellesa i d'Estalvis va inaugurar el 29 de juny de 1923 la que fou la primera Biblioteca de la institució a tot Catalunya, en un preciós i elegant edifici modernista del Parc del Bon Mot (avui convertit en un conjunt de pisos). Aquesta biblioteca, integrada a la Casa de Cultura, juntament amb l'Institut de la Dona que Treballa, va ser possible gràcies a la figura de Francesc Moragues Barret, advocat i economista de Barcelona (1868-1935) fundador de "La Caixa" que, en estiuejar al Balneari de Santa Coloma, va voler promoure aquesta obra social. L'any 1923 el van fer fill adoptiu de la ciutat i més tard posaren un carrer en nom seu. L'edifici que albergava aquesta primera biblioteca va desaparèixer i al seu lloc, l'any 1961 es construí l'actual. Probablement, l'arquitecte que va dissenyar aquesta biblioteca entre 1955 i 1958 va ser Bartomeu Llongueras i Galí. L'escultura d'un àngel a l'entrada és obra de Josep Martí Sabé. Tant l'escultor com l'arquitecte havien treballat junts en aquella època en altres encàrrecs de la Caixa de Pensions, com per exemple, a Girona, al Conjunt d'habitatges plurifamiliars de la Caixa de Pensions.
L'any 1969 es va adaptar una Sala d'exposicions dins la biblioteca, amb inauguració el 23 de setembre de 1969. Amb els anys hi ha hagut intervencions com és l'ampliació i millora de les instal·lacions, que es va fer l'any 1985.